# Children’s Literature Legacy Award
Children’s Literature Legacy Award (dawniej Laura Ingalls Wilder Medal) – nagroda przyznawana przez Stowarzyszenie na rzecz Służby Bibliotecznej Dzieciom (ang. Association for Library Service to Children), oddział Stowarzyszenia Bibliotek Amerykańskich, pisarzom lub ilustratorom, których książki, opublikowane w Stanach Zjednoczonych, na przestrzeni lat wniosły znaczący i trwały wkład w literaturę dla dzieci, prezentując uczciwość i szacunek dla życia oraz doświadczeń wszystkich dzieci. Pierwotna nazwa nagrody pochodziła od nazwiska Laury Ingalls Wilder, która jako pierwsza została uhonorowana tą nagrodą w czerwcu 1954 roku. W 2018 roku nazwa nagrody została zmieniona na Children’s Literature Legacy Award.
W latach 1960–1980 nagroda przyznawana była co pięć lat, w latach 1980–2001 co trzy lata, zaś w latach 2003–2015 co dwa lata. Od 2016 roku nagroda jest przyznawana corocznie. 

## Nagrodzeni
- 1954 – Laura Ingalls Wilder
- 1960 – Clara Ingram Judson(inne języki)
- 1965 – Ruth Sawyer(inne języki)
- 1970 – E.B. White
- 1975 – Beverly Cleary(inne języki)
- 1980 – Theodor Seuss Geisel
- 1983 – Maurice Sendak
- 1986 – Jean Fritz(inne języki)
- 1989 – Elizabeth George Speare(inne języki)
- 1992 – Marcia Brown(inne języki)
- 1995 – Virginia Hamilton(inne języki)
- 1998 – Russell Freedman(inne języki)
- 2001 – Milton Meltzer(inne języki)
- 2003 – Eric Carle
- 2005 – Laurence Yep(inne języki)
- 2007 – James Marshall(inne języki)
- 2009 – Ashley Bryan(inne języki)
- 2011 – Tomie dePaola(inne języki)
- 2013 – Katherine Paterson
- 2015 - Donald Crews(inne języki)
- 2016 - Jerry Pinkney(inne języki)
- 2017 - Nikki Grimes(inne języki)
- 2018 - Jacqueline Woodson
- 2019 - Walter Dean Myers(inne języki)
- 2020 - Kevin Henkes(inne języki)
- 2021 - Mildred D. Taylor(inne języki)